# Frieling (Stand)
Fri(e)ling bzw. Vriling ist eine alte sächsische Standesbezeichnung. Frielinge waren Freie oder Freigelassene im Gegensatz zu Lassen/Laten/Liten oder Edelfreien (Ethelinge, Adalinge, Edelinge).

## Ortschaften
Die Frilinge gaben Ortschaften, die sie gründeten, ihren Namen. Alte Urkunden sprechen beispielsweise von Vrilinctorpe, der späteren Bauerschaft Frentrop, deren Name auf die im siebenten Jahrhundert erfolgte Ansiedlung sächsischer Frilinge zurückgeführt wird. Ein 1927 in Frentrop erschlossener Urnenfriedhof liefert einwandfreie Aufschlüsse, dass die hier bereits um 700 v. Chr. ansässigen Kelten von Germanen aus der Umgegend verdrängt wurden. Kurz nach 300, im Verlaufe der dritten Keltenwanderung, breiteten sich die Germanen von Nordosten her, dem Laufe der Lippe folgend, bis zum Rhein hin aus. Es waren die später unter dem Namen Ingäwonen und Istäwonen zusammengefassten germanischen Stämme, die Ortschaften und Einzelgehöfte der Kelten für sich in Besitz nahmen. Zu den Istäwonen gehörten unter anderen die Usipeter an der unteren Lippe, die Brukterer im Münsterland und die Marser zwischen Lippe und Ruhr. Brukterer und Sachsen sind die Stammväter der westfälischen Bevölkerung.
In den Heberegistern der bereits während der Sachsenkriege 789 gegründeten Benediktinerabtei Kloster Werden (Ruhr) ist vermerkt, dass ein gewisser Dagubracht zum Besten seines Seelenheils dem Kloster Besitzungen und Einkünfte aus Meronhlare (heute: Marl) vermacht. Weitere Eintragungen in den Werdener Heberegistern lassen Schlüsse zu auf die späteren Bauerschaften Oelde (Ulithi), Drewer (Threviri), Frentrop (Vrilinctorpe), Herne (Scranni) und Bossendorf (Bodsnippi). Im westfälischen Oelde ist seit Jahrhunderten ein Familienzweig der Frielinge verzeichnet, die dort bis heute ansässig sind.